# Probolaphorura
Genre
Probolaphorura est un genre de collemboles de la famille des Onychiuridae.

## Distribution
Les espèces de ce genre se rencontrent en zone paléarctique orientale.

## Liste des espèces
Selon Checklist of the Collembola of the World (version du 24 septembre 2019) :
- Probolaphorura plumosetosa Martynova, 1978
- Probolaphorura sachalinensis Dunger, 1977

## Publication originale
- Dunger, 1977 : Taxonomische Beitrage zur Unterfamilie Onychiurinae Bagnall 1935 (Collembola). Abhandlungen und Berichte des Naturkundemuseums, Gorlitz, vol. 50, no 5, p. 1-16.